# 雅江桥
雅江橋位於四川省攀枝花市東區银江镇与盐边县桐子林镇交界的雅砻江口，文物遺址年代判定為1966年。2012年7月16日公佈為第八批四川省文物保護單位。
雅江橋位於四川省攀枝花市東區銀江鎮雙江社區，南距雅礱江與金沙江交匯處約100米，是跨越雅砻江的公路桥梁，位于四川省攀枝花市雅砻江口，是214省道和310省道共线跨越雅砻江的通道。占地約1800平方米，始建於1965年5月，翌年6月1日建成通車。全長240.83米，橋面淨寬7米，主孔路徑71.90米，系鋼析架結構懸索橋，是攀枝花建成的第一座雙車道鋼析結構懸索大跨徑吊橋，也是攀枝花建設史上在雅礱江上架起的第一座橋樑。1966年4月，全國人大常委會副委員長、中國科學院院長郭沫若在視察雅礱江大橋建設工地時，為即將竣工的大橋題寫了“雅江橋”三個字。